# Frairie des Petits Ventres
La Frairie des petits ventres est une fête gastronomique annuelle et traditionnelle se déroulant chaque troisième vendredi d'octobre, depuis 1973, dans le quartier de la Boucherie à Limoges.

## Historique
La Frairie des petits ventres a été créée en 1973, par l'association Renaissance du Vieux Limoges, fondée la même année,  avec la Confrérie Saint-Aurélien, créée en 1315 et regroupant des bouchers et l'école de musique l'Eicola dau Barbiche. Cette manifestation avait pour but d'empêcher un projet de destruction suivie d'une reconstruction du quartier médiéval de la Boucherie  à Limoges. La foule présente lors de cette première édition,  5 000 à 10 000 « électeurs », permit de convaincre le maire de l'époque, Louis Longequeue, d'abandonner ce projet.
À l'origine, dès le Xe siècle, les bouchers installés au centre de Limoges rendent grâce à Aurélien de Limoges, le saint patron des bouchers de la ville. À partir du XVe siècle, ils « ripaillent » après avoir donné une messe en son honneur dans la chapelle Saint-Aurélien.
Depuis 1973, lors  de l'ouverture officielle de la frairie, la statue de Notre-Dame-de-Pitié dite aussi Notre-Dame-des-Petits-Ventres, est portée en procession ; c'est un rappel de la tradition des dames bouchères de la rue de la Boucherie, qui, au XIXe siècle, fêtaient la Vierge sous ce nom, le 15 septembre : c'était en effet à cette date que la fabrication des produits de triperie recommençait, après une interruption durant les chaleurs de l'été ; parmi ces produits figuraient les petits ventres, estomacs d'agneaux farcis avec des pieds d'agneaux.
Après les annulations de la manifestation en 2020 et 2021 liées à la crise sanitaire du Covid, la Frairie des petits ventres, décrite comme « l'une des plus grandes foires gastronomiques de la région », est de nouveau organisée en octobre 2022, rue de la Boucherie et place Barreyrrette,.

## Gastronomie
Créée à l'origine pour sauver le quartier de la Boucherie de la destruction, elle est devenue récurrente chaque mois d'octobre. Y sont présentés les produits typiquement limougeauds, essentiellement fabriqués à base de tripes comme le girot, les couilles de mouton, le boudin aux châtaignes ou encore la fraise de veau, entre autres.
En 2011,le girot est retiré des mets consommés lors de la manifestation. En effet, cette spécialité limougeaude, à base de plasma d'agneau, n'est pas conforme aux obligations sanitaires sur les abats.
Des pâtissiers et boulangers vendent leurs spécialités sucrées mais aussi salées comme les galetous (galettes au blé noir), beignets, burgou (gâteau à la châtaigne), treipaïs, clafoutis, flaugnarde et autres spécialités limousines.
Ce rendez-vous de la gastronomie regroupe des artisans limougeauds et haut-viennois qui présentent à la vente leurs produits pendant toute la journée, dans le quartier de la Boucherie.

À la gloire des vins de pays de la Haute-Vienne lors de la frairie des Petits Ventres
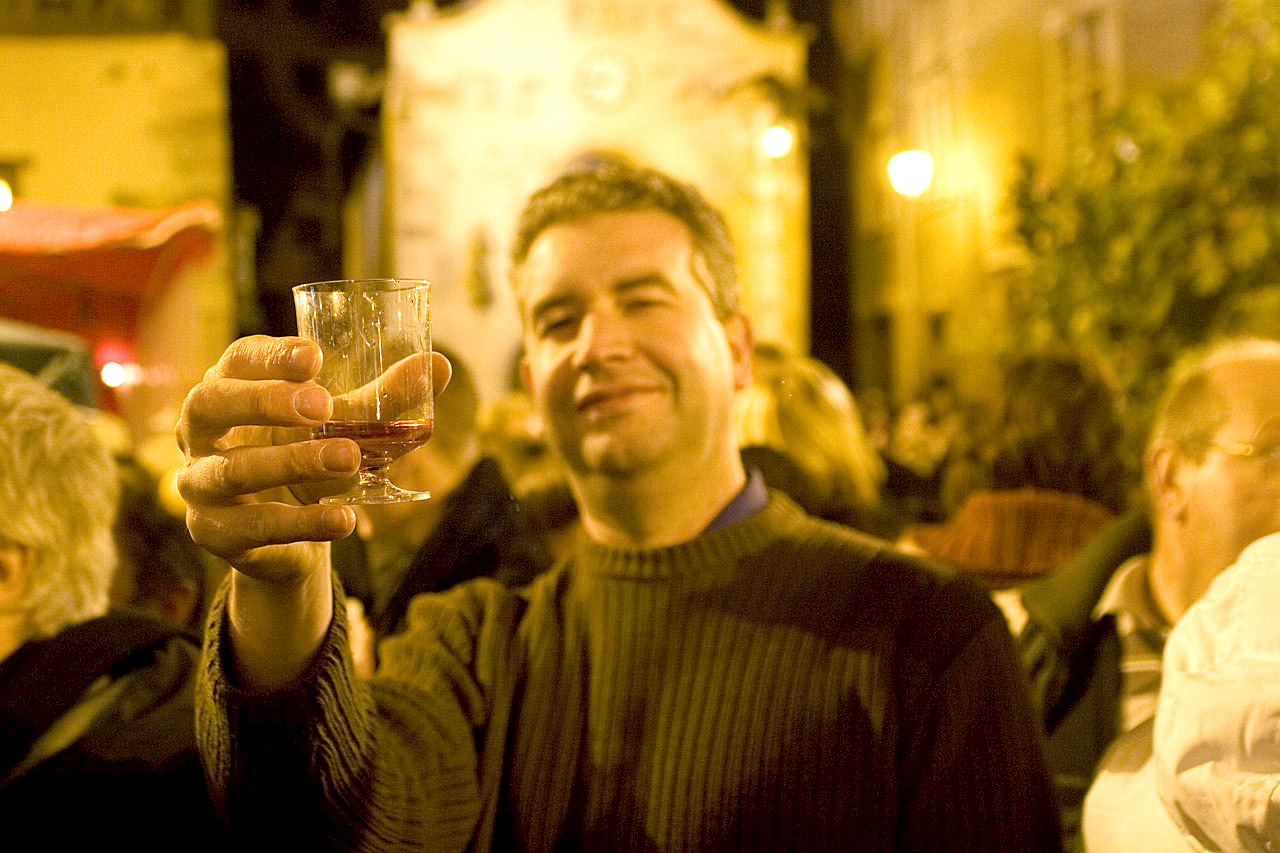
Dans les rues
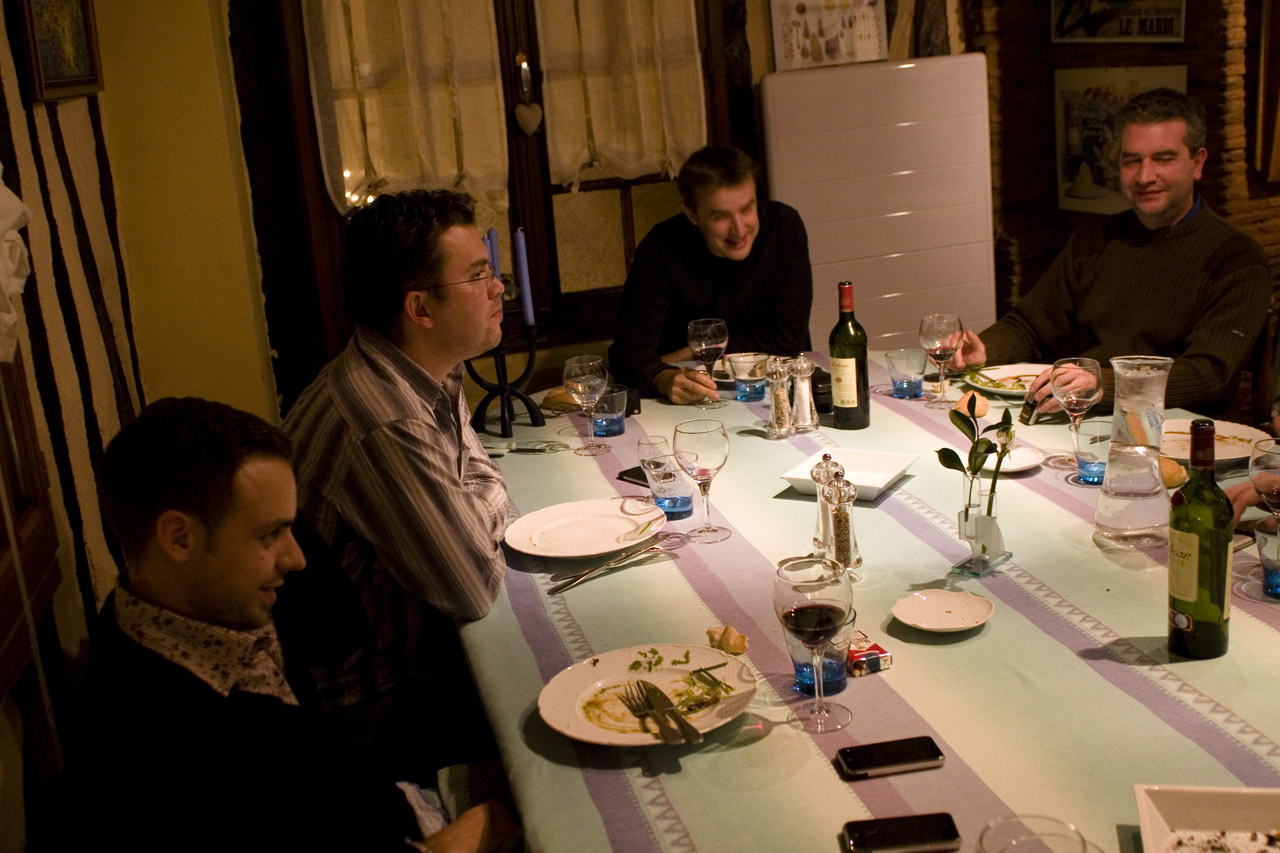
Au restaurant

## À voir